# Maksymy Wezyra Ptahhotepa
Maksymy Wezyra Ptahhotepa – dzieło starożytnej egipskiej literatury mądrościowej, uznawane za wzorzec dla późniejszych dzieł w tej dziedzinie. Napisane w języku staroegipskim, wersje zachowane do dzisiejszych czasów napisane są w języku średnioegipskim. Za czasy jego powstania uznaje się okres Starego Państwa (ok. 2414–2375 p.n.e.). Autorstwo przypisuje się Wezyrowi Ptahhotep, wysokiemu przedstawicielowi dworu Faraona Dżedkare Izezi.

## Opis
Maksymy, należące do gatunku sebayt składają się ze wstępu, części głównej, czyli 45 maksym oraz zakończenia. Całość ukazuje drogę, którą powinna przejść osoba zainteresowana osiągnięciem sukcesu w administracji państwowej.
Wstęp do maksym zawiera prośbę Wezyra do Faraona o pozwolenie mu na nauczenie swego syna mądrości, które posiadł w ciągu swojego wieloletniego życia. Pojawia się tu także opis zasług i doświadczenia samego Wezyra: „Książę, Hrabia, Ojciec Boga, Umiłowany przez Boga, Najstarszy syn Króla, syn jego ciała, Burmistrz miasta i Wezyr Ptahhotep”. Wezyr jest pokazany jako przykład, że zastosowanie się do wspomnianych maksym pomoże w osiągnięciu sukcesu.
Część główna to 45 maksym podzielonych na dwa typy: materialne oraz formalne. Pierwsze 37 maksym nazwanych materialnymi tłumaczy jak należy zachowywać się w różnych sytuacjach, kolejnych 8 maksym pokazuje w jaki sposób wykorzystać nabytą wiedzę.
W epilogu Wezyr informuje swojego syna o swoim wielkim sukcesie, przewyższającym swoich przodków oraz życzy mu tego samego.

### Maat
To pojęcie często pojawiające się w maksymach, które oznacza prawo, wartości, którymi warto się kierować. To także ogół norm obowiązujących w społeczeństwie egipskim, które zapewniają jego porządek.

### Maksymy
Główny element dzieła, składa się z 47 maksym. Każda z nich ma podobną, trójelementową strukturę:[4] 1. hipoteza – określa adresata oraz okoliczności stosowania normy. 2. dyspozycja – wyjaśnia jak w przypadku realizacji hipotezy powinien zachować się adresat oraz 3. sankcja – to korzyści spływające na adresata, który zachowa się, jak zakłada to dyspozycja.
Wezyr w swoich maksymach przekazuje wartości, takie jak wiedza, Ma’at, pozycja społeczna, powodzenie w interesach oraz sława. „Każdy człowiek dąży do przyjemności, a unika nieprzyjemności i niepokoju”, a „najlepszym sposobem, by wieźć życie pozbawione nieprzyjemności i niepokojów, a bogate w przyjemności i korzyści jest życie zgodne z ideałem mędrca dostojnika”. Żeby żyć zgodnie z tym ideałem, należy posiąść wiedzę oraz zachowywać się zgodnie z nią. Wiedzę tę można pozyskać z maksym materialnych. Kolejnym warunkiem dla życia jako mędrzec dostojnik to obowiązujący Ma’at, a mędrzec dostojnik go realizuje oraz utrwala.

### Ideologia urzędników Starego Państwa
Wezyr jako przedstawiciel klasy urzędniczej uwypukla i prezentuje jej priorytety. Są to przede wszystkim: „powodzenie w interesach, zwycięstwo w procesach, intratne posady w administracji publicznej, powodzenie w rolnictwie, gdyż bycie przedstawicielem klasy urzędniczej wiązało się często z posiadaniem ziemi i czerpaniem z niej dochodów”. Aby osiągnąć powyższe priorytety należy działać zgodnie z zasadami Ma’at, dzięki nim adresat maksym będzie mógł się cieszyć z wysokiej pozycji w administracji.